# Clemenza d'Aquitania
Clemenza d'Aquitania (1060 circa – 4 gennaio 1142) è stata una nobildonna francese, contessa consorte di Lussemburgo dal 1075 al 1086 e poi contessa consorte di Gheldria dal 1086 al 1129.

## Origine
Clemenza, sia secondo Le cartulaire de Marcigny-sur-Loire 1045-1144 (non consultato), sia secondo La comtesse Reine di Ad. Fabri era discendente dai conti di Poitiers e duchi 'Aquitania, figlia di Pierre-Guillaume VII, duca d'Aquitania e conte di Poitiers e della moglie, che, secondo il Chronicon sancti Maxentii Pictavensis, Chroniques des Eglises d'Anjou, era Ermesinda, di cui non si conoscono gli ascendenti (secondo lo storico francese, specializzato nella genealogia dei personaggi dell'Antichità e dell'Alto Medioevo, Christian Settipani era la figlia di Bernardo II, Conte de Bigorre e della sua prima moglie, Clémence).
Guglielmo VII di Aquitania, secondo il Chronico Sancti Maxentii, battezzato col nome di Pietro, era il figlio primogenito del duca d'Aquitania e conte di Poitiers, Guglielmo Grande e della sua terza moglie Agnese di Borgogna (995-1067), che, secondo il monaco cluniacense e cronista medievale, Rodolfo il Glabro, era figlia del conte di Borgogna e duca di Borgogna Ottone I Guglielmo di Borgogna (962–1026) e della contessa di Mâcon, Ermentrude di Roucy (ca. 950– ca. 1003), figlia di Ragenoldo Conte de Roucy e, secondo il continuatore del cronista Flodoardo, di Alberada di Lotaringia, che a sua volta era figlia di Gerberga di Sassonia.

## Biografia

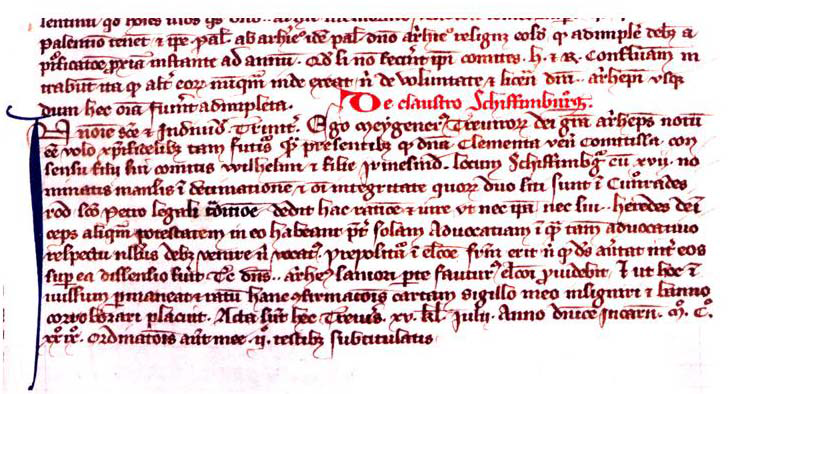

Verso il 1075, Clemenza fu data in moglie al conte di Lussemburgo e Difensore dell'abbazia di San Massimino di Treviri e dell'abbazia di Stablo, Corrado I, che, secondo la Chronica Albrici Monachi Trium Fontium era figlio del Conte di Salm e di Longwy, poi conte di Lussemburgo e difensore dell'abbazia di San Massimino di Treviri e del monastero di San Willibrod di Echternach, Giselberto e della moglie, di cui non si conoscono né il nome né gli ascendenti e secondo alcuni storici era al suo secondo matrimonio; lo si potrebbe dedurre dal Mariani Scotti Chronicon, che citando i figli Corrado ed Ermanno, li considera fratelli uterini: il padre di Emanno non sarebbe Geselberto (Cuonradi fratrem Herimannum, Heinrici de Lacha fratris filium).
Quando la Chronica Albrici Monachi Trium Fontium, cita la moglie di Corrado la chiama Ermesinda, contessa di Longwy e di Blieskastel; secondo lo storico Szabolcs de Vajay, la cronaca si riferisce probabilmente alla figlia, Ermesinda, signora di Longwy, che sposò Alberto conte di Dagsbourg.
Insieme al marito ed ai figli, Clemenza fondò l'abbazia d'Altmünster nel 1083, come ci conferma il documento n° XXXV citato dall'ecclesiastico e storico, belga, del XVII secolo, Aubertus Miraeus o Aubert le Mire (Bruxelles, 30 novembre 1573 - Anversa, 19 ottobre 1640), nel suo Opera diplomatica et historica, tomus I (non consultato), confermato anche da La formation territoriale des principautés belges au moyen-âge (Brussels), Vol. II, che cita anche un altro documento il n° XXXVII, inerente ad un altro monastero, nel 1080.
Suo marito, Corrado, secondo John Allyne Gade, nel suo Luxembourg in the Middle Ages (non consultato), per poter cancellare la scomunica, dovette partire in pellegrinaggio per Gerusalemme. Morì in Italia durante il viaggio di ritorno. Questa notizia viene confermata anche dal Bernoldi Chronicon del 1086: il conte Corrado, fratello del re Ermanno (Chonradus comes, frater Heremanni regis), come si racconta (ut aiunt), riconciliatosi con la chiesa(reconciliatus aeclesiae), morì sulla via di Gerusalemme (in Ierosolimitano itinere obiit); anche la Histoire ecclésiastique et civile du duché de Luxembourg et comté ..., Volume 3 conferma che Corrado morì sulla via del ritorno da Gerusalemme e che i suoi domestici lo fecero imbalsamare, nel luogo in cui era morto, e dopo due anni la moglie ed i figli lo andarono prelevare e lo seppellirono nella grotta dell'abbazia d'Altmünster, dove è stata trovata una lastra di piombo che commemora Corrado e ne riporta la data della morte: 8 agosto 1086. Come conte di Lussemburgo gli succedette il figlio Enrico, come Enrico III, come conferma la lastra di piombo.
Clemenza dopo essere rimasta vedova, si sposò in seconde nozze, col conte di Gheldria, Gerardo I, come ci conferma il documento nº 465b del Mittelrheinisches Urkundenbuch I, datato 1129, inerente alla fondazione di un monastero a Schiffenberg da parte di Clemenza indicandola come moglie di Gerardo I di Gheldria; Gerardo, secondo il Chronicon Sancti Huberti Andaginensis era figlio del signore di Wassenberg, Teodorico (Gerardus et Gozwinus filius eius [=Theodericum]) e della moglie di cui non conosciamo né il nome né gli ascendenti; Gerardo I era al suo secondo matrimonio, e, dalla moglie di cui non si conoscono né il nome né gli ascendenti, non ebbe discendenza.
Esiste un secondo documento, il nº 465a del Mittelrheinisches Urkundenbuch I, che ci conferma la fondazione del monastero di Schiffenberg, da parte di Clemenza e dei figli, Ermesinda e Guglielmo.
Clemenza morì dopo il 1141 in quanto viene citata in un altro documento, datato 1141, del Codex Diplomaticus Anhaltinus (non consultato), in cui clemenza viene citata quale fondatrice del monastero di Schiffenberg.

## Figli
Clemenza al primo marito, Corrado diede sei o sette figli:
- Enrico († 1096), Conte di Lussemburgo[15]
- Corrado († 1090), citato in un documento del 1080 e nella lastra di piombo[15]
- Matilde (1070 † ?), sposò Goffredo (1075 † 1098), conte di Bleisgau, citata dalla Chronica Albrici Monachi Trium Fontium[10]
- Rodolfo († 1099), abate di Saint-Vannes aa Verdun, citato nella lastra di piombo[15]
- Adalberto († 1098), abate di Saint-Vannes aa Verdun, citato nella lastra di piombo[15]
- Ermesinda (1075 † 1143), citata dalla Chronica Albrici Monachi Trium Fontium[10], sposò
  1. nel 1096 Alberto II († 1098), conte di Egisheim e di Dagsbourg,
  2. nel 1109 Goffredo (1067 † 1139), conte di Namur. Furono i genitori di Enrico IV di Lussemburgo
- Guglielmo (1081 † 1131), Conte di Lussemburgo, citato dalla Chronica Albrici Monachi Trium Fontium[10].

Clemenza al secondo marito, Gerardo, diede tre figli:
- Gerardo II (Comes Gerhardus et filius eius Gerhardus)[22] († dopo il 1134), conte di Gheldria;
- Giuditta († dopo il 1151), che sposò Valerano della Bassa Lorena, come ci conferma il Gisleberti Chronicon Hanoniense, che specifica che una figlia del primo conte di Gheldria e signore di Wassenberg, Gerardo I (eiusdem comitis de Ghelra filiam), aveva sposato il conte di Limburgo (dux de Lemborch), che erroneamente viene citato col nome del padre, Enrico, portandogli in dote il castello di Wassenberg[23]. Anche gli Annales Rodensis confermano che Giuditta (Jutta ducissa) era moglie di Valerano (Walrami ducis de Leimburch uxor)[24], così come il Codex diplomaticus Valkenburgensis (domina Jutta, nobilissima matrona uxor ducis Walrami de Lemburg)[25].
- Iolanda († dopo il 1122), che sposò il Conte di Hainaut, Baldovino II, come ci conferma il Gisleberti Chronicon Hanoniense[26]; e, dopo essere rimasta vedova, tra il 1120 ed il 1122, ancora secondo il Gisleberti Chronicon Hanoniense, si sposò, in seconde nozze con Goffredo II, signore di Ribemont e Bouchain, Castellano di Valenciennes[26].

## Ascendenza
|                            |   |                                | Genitori                |  |  | Nonni |  |  | Bisnonni                  |  |  | Trisnonni                  |  |
|                            |   |                                |                         |  |  |       |  |  | Guglielmo IV di Aquitania |  |  | Guglielmo III di Aquitania |  |
|                            |   |                                |                         |  |  |       |  |  | Guglielmo IV di Aquitania |  |  | Guglielmo III di Aquitania |  |
|                            |   | Adele di Normandia             |                         |  |  |       |  |  | Guglielmo IV di Aquitania |  |  |                            |  |
| Guglielmo V di Aquitania   |   |                                |                         |  |  |       |  |  | Guglielmo IV di Aquitania |  |  |                            |  |
|                            |   | Emma di Blois                  | Tebaldo I di Blois      |  |  |       |  |  |                           |  |  |                            |  |
|                            |   | Emma di Blois                  | Tebaldo I di Blois      |  |  |       |  |  |                           |  |  |                            |  |
|                            |   | Emma di Blois                  | Liutgarda di Vermandois |  |  |       |  |  |                           |  |  |                            |  |
| Guglielmo VII di Aquitania |   | Emma di Blois                  |                         |  |  |       |  |  |                           |  |  |                            |  |
|                            |   | Ottone I Guglielmo di Borgogna | Adalberto II d'Ivrea    |  |  |       |  |  |                           |  |  |                            |  |
|                            |   | Ottone I Guglielmo di Borgogna | Adalberto II d'Ivrea    |  |  |       |  |  |                           |  |  |                            |  |
|                            |   | Ottone I Guglielmo di Borgogna | Gerberga di Châlon      |  |  |       |  |  |                           |  |  |                            |  |
| Agnese di Borgogna         |   | Ottone I Guglielmo di Borgogna |                         |  |  |       |  |  |                           |  |  |                            |  |
|                            |   | Ermentrude di Roucy            | Rinaldo di Roucy        |  |  |       |  |  |                           |  |  |                            |  |
|                            |   | Ermentrude di Roucy            | Rinaldo di Roucy        |  |  |       |  |  |                           |  |  |                            |  |
|                            |   | Ermentrude di Roucy            | Alberada di Lotaringia  |  |  |       |  |  |                           |  |  |                            |  |
| Clemenza d'Aquitania       |   | Ermentrude di Roucy            |                         |  |  |       |  |  |                           |  |  |                            |  |
|                            | … | …                              |                         |  |  |       |  |  |                           |  |  |                            |  |
|                            | … | …                              |                         |  |  |       |  |  |                           |  |  |                            |  |
|                            | … | …                              |                         |  |  |       |  |  |                           |  |  |                            |  |
| …                          | … |                                |                         |  |  |       |  |  |                           |  |  |                            |  |
|                            |   | …                              | …                       |  |  |       |  |  |                           |  |  |                            |  |
|                            |   | …                              | …                       |  |  |       |  |  |                           |  |  |                            |  |
|                            |   | …                              | …                       |  |  |       |  |  |                           |  |  |                            |  |
| Ermesinda                  |   | …                              |                         |  |  |       |  |  |                           |  |  |                            |  |
|                            |   | …                              | …                       |  |  |       |  |  |                           |  |  |                            |  |
|                            |   | …                              | …                       |  |  |       |  |  |                           |  |  |                            |  |
|                            |   | …                              | …                       |  |  |       |  |  |                           |  |  |                            |  |
| …                          |   | …                              |                         |  |  |       |  |  |                           |  |  |                            |  |
|                            |   | …                              | …                       |  |  |       |  |  |                           |  |  |                            |  |
|                            |   | …                              | …                       |  |  |       |  |  |                           |  |  |                            |  |
|                            |   | …                              | …                       |  |  |       |  |  |                           |  |  |                            |  |
|                            |   | …                              |                         |  |  |       |  |  |                           |  |  |                            |  |

### Fonti primarie
- (LA)  Chronicon Santi Maxentii Pictavinis, Chroniques des Eglises d´Anjou.
- (LA)  Rerum Gallicarum et Francicarum Scriptires, tomus X.
- (LA)  Rodulfi Glabri Historiarum Libri Quinque.
- (LA)  Chroniques des Eglises d´Anjou.
- (LA)  Monumenta Germaniae Historica, Scriptores, tomus V.
- (LA)  Monumenta Germaniae Historica, Scriptores, tomus VII.
- (LA)  Monumenta Germaniae Historica, Scriptores, tomus V.
- (LA)  Monumenta Germaniae Historica, Scriptores, tomus X.
- (LA)  Monumenta Germaniae Historica, Scriptores, tomus III.
- (LA)  Monumenta Germaniae Historica, Scriptores, tomus XXIII.
- (LA)  Monumenta Germaniae Historica, tomus XXI.
- (LA)  Monumenta Germaniae Historica, tomus VIII.
- (LA)  Mittelrheinisches Urkundenbuch, I.
- (LA)  #ES Urkundenbuch für die Geschichte des Niederrheins, Band I.
- (LA)  Histoire du Limbourg, vol VII: Annales Rodensis.

### Letteratura storiografica
- (FR)  La formation territoriale des principautés belges au moyen-âge (Brussels), Vol. II.
- (FR)  Histoire généalogique de la maison royale de Dreux (Paris), Luxembourg.
- (FR)  Fabri ´La comtesse Reine´.
- (FR)  Histoire ecclésiastique et civile du duché de Luxembourg et comté ..., Volume 3.